# Chvatěrubská škola
Chvatěrubská škola sídlí ve Chvatěrubech č. 46.
Chvatěruby jsou obec, která se nachází dva kilometry na východ od Kralup nad Vltavou. Obec se vypíná na pravém břehu řeky Vltavy a z dálky je vidět skalnatý ostroh na kterém stojí kostel, zámek a pozůstatky nedostavěného zámeckého křídla.
Škola začala být provozovaná v obci až od 18. století. Do té doby žáky vyučovali ve svém příbytku chvatěrubští faráři. Až v polovině 18. století obec postavila jednotřídní školu na tom místě, kde škola stojí dodnes. V roce 1857 byla jednotřídní škola zbořena a na jejím místě byla postavena poměrně velká jednopatrová budova. V prvním poschodí se nacházela první a druhá třída, v přízemí byly byty pro oba učitele. Postupně obec školu rozšiřovala a zvelebovala: třetí a čtvrtá třída, studna, nové schody uvnitř budovy atd.  Ve 20. století byla škola elektrifikována, instalováno ústřední topení a při škole zřízena mateřská škola, kuchyně a jídelna. Dnes má škola pět tříd, ve kterých vyučuje 7 učitelů/učitelek a odpoledne mohou žáci čas trávit ve školní družině.

## Historie
Začátky školy byly krušné, po třicetileté válce až do počátku 18. století učili děti majetných občanů chvatěrubští faráři ve svých příbytcích. Prvním známým civilním učitelem byl Jiří Diviš v roce 1704; po třech letech však ze školy odešel. Důvodem byl malý plat. Majitelem chvatěrubského panství byl baron Voračitský, za nímž do Choustníka u Soběslavi opakovaně docházeli chvatěrubští učitelé prosit o zvýšení platu, ale baron je vždy odmítl. Proto v roce 1760 nebyl nikdo, kdo by chtěl ve Chvatěrubech učit. Zásluhou faráře Kyreše až roku 1769 začal vyučovat krejčí Václav Němota. Protože se ale z učitelského platu nedalo uživit, měl každý další učitel ještě jedno placené povolání (například byl převozníkem přes Vltavu). Učitel v Chvatěrubech měl řadu neplacených povinností: například sestavit zpěvácký sbor a zpívat s ním při mších, zvonit během bouřky nebo pomáhat kostelníkovi.

## Zajímavosti
Do Chvatěrubské školy docházely děti nejen z Chvatěrub, ale také z okolních obcí, jako jsou Dolánky, Kozomín a Zlončice. Škola hrála důležitou roli v místní komunitě a poskytovala vzdělání dětem z různých sociálních vrstev. Bohatší rodiče za vzdělání svých dětí platili školné, které přispívalo na chod školy. Naopak chudší rodiny byly od těchto poplatků osvobozeny, což umožňovalo přístup ke vzdělání i dětem z méně majetných poměrů. Tento systém platil až do 20. století, kdy se školství začalo měnit.